# Рофо (Ла Специја)
Рофо је насеље у Италији у округу Ла Специја, региону Лигурија.
Према процени из 2011. у насељу је живело 60 становника. Насеље се налази на надморској висини од 83 м.